# Aladár Zichy

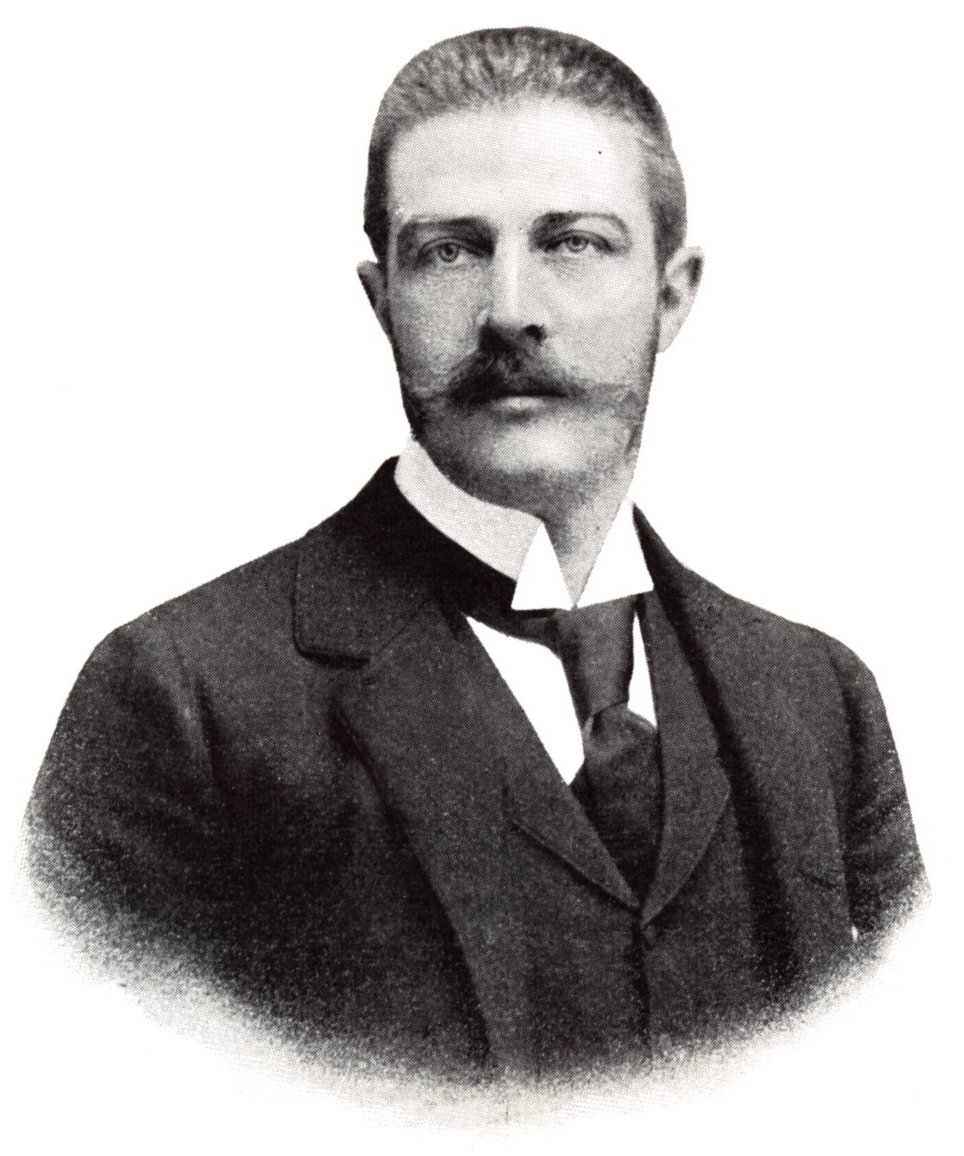
Aladár Zichy

Graaf Aladár Zichy de Zich et Vásonkeő (Nagyláng, 4 september 1864 – Boedapest, 16 november 1937) was een Hongaars politicus, die tweemaal Minister naast de Koning: eenmaal van 1906 tot 1910 en eenmaal aan het einde van de Eerste Wereldoorlog. Hij was ook minister van Kroatische Aangelegenheden in de regering-Wekerle III. 
Hij stamde uit het adelsgeslacht Zichy en werd lid van het Magnatenhuis in 1893. Van 1896 tot 1918 was hij lid van het Huis van Afgevaardigden voor de Katholieke Volkspartij, die door zijn vader was opgericht. In 1903 werd hij ook voorzitter van deze partij. Tijdens de Hongaarse crisis in 1905 was hij de aanvoerder van de verenigde oppositie tegen de niet-parlementaire premier Géza Fejérváry.
Ten tijde van de Hongaarse Radenrepubliek nam hij deel aan de contra-revolutionaire activiteiten in Szeged. Vanaf 1927 werd hij opnieuw lid van het Magnatenhuis en was hij een van de leiders van legitimistische politici, dus die de Habsburgers beschouwden als de legitieme rechthebbers op de Hongaarse troon. Hij stond aan het hoofd van een coöperatieve beweging, die werd ondersteund door grondbezitters en grote landbouwers.
Hij was de neef van János Zichy.